# Caloptilia iophanes
Caloptilia iophanes är en fjärilsart som först beskrevs av Edward Meyrick 1912.  Caloptilia iophanes ingår i släktet Caloptilia och familjen styltmalar. Inga underarter finns listade i Catalogue of Life.